# Phare des Roches-Douvres
Le phare des Roches-Douvres est un phare français situé en mer, sur le plateau des Roches-Douvres, entre les îles de Bréhat et Guernesey, dans la Manche. C’est le dernier phare en mer construit en France. L'édifice est le plus spacieux ainsi que le plus éloigné du continent, puisqu’il est érigé à environ 40 kilomètres du littoral, dans la Manche, au large de Paimpol dans les Côtes-d'Armor. Il est, depuis le 20 avril 2017, classé au titre des monuments historiques.

## Le plateau des Roches-Douvres
Le phare des Roches-Douvres est situé à 17 milles nautiques, soit environ 30 kilomètres au nord/nord-est de l’île de Bréhat, commune à laquelle le plateau éponyme est rattaché, et à un peu plus de 20 milles nautiques, soit une quarantaine de kilomètres, au sud de l'île de Guernesey. Il est érigé sur un plateau rocheux, d'une douzaine d'îlots, très dangereux pour la navigation : entièrement recouvert par la haute mer et encerclé par de forts courants.
Le nom est une francisation du breton Roquedouve qui lui-même se serait formé à partir de Rochedoù qui signifie « les chemises » en breton. Les chemises, comme les draps blancs que l’on étendait sur la lande lors des grandes lessives et que l’on voyait de très loin, par analogie avec la blancheur de la houle que de très loin, on voit déferler, en approchant du plateau des Roches-Douvres.

## Relèves des gardiens du phare
Les relèves des gardiens du phare des Roches-Douvres ont été effectuées entre 1938 et 2000 successivement par deux vedettes du Service des phares et balises de Lézardrieux. Ces deux vedettes, sister-ships, portaient le nom de La Horaine, comme le plateau rocheux situé à quelques milles dans l'est-nord-est de Bréhat où est installé le phare de la Horaine. La vedette La Horaine a permis en 1943, lors d'une relève, l'évasion de résistants vers l'Angleterre.

## Le premier phare des Roches-Douvres
En 1832, le cartographe Charles-François Beautemps-Beaupré étudie la faisabilité de la construction d’un phare sur l'îlot principal du plateau des Roches-Douvres. Mais les techniques de construction de l'époque ne sont pas assez fiables pour entreprendre un tel chantier, aussi éloigné des côtes. Le projet est alors abandonné.

### La construction du phare métallique
Il faudra attendre 30 ans pour qu’il renaisse. En raison de l’éloignement du site et des difficultés d’accostage, la commission des Phares, dirigée par l'architecte Léonce Reynaud à qui l’on doit, entre autres, la gare du Nord à Paris et le phare des Héaux de Bréhat, décide d’ériger sur le plateau des Roches-Douvres un phare métallique préfabriqué dont le montage pourra se réaliser en un temps record.
Haut de 57 mètres, le phare des Roches-Douvres sera le phare jumeau de la grande tour métallique érigée sur l’île d’Amédée en Nouvelle-Calédonie. Il est d’abord monté à Paris sur le Champ de Mars, pour l’Exposition universelle de 1867, puis démonté et transporté en caisses (plus de 1 300 caisses) jusqu’à l’île de Bréhat avant d’être acheminé progressivement jusqu’aux Roches-Douvres et remonté à son emplacement définitif. Le remontage dure près d’un an et demi. Le feu est allumé le 6 août 1869 et fonctionne à l’huile de colza.

### Des conditions de vie difficiles

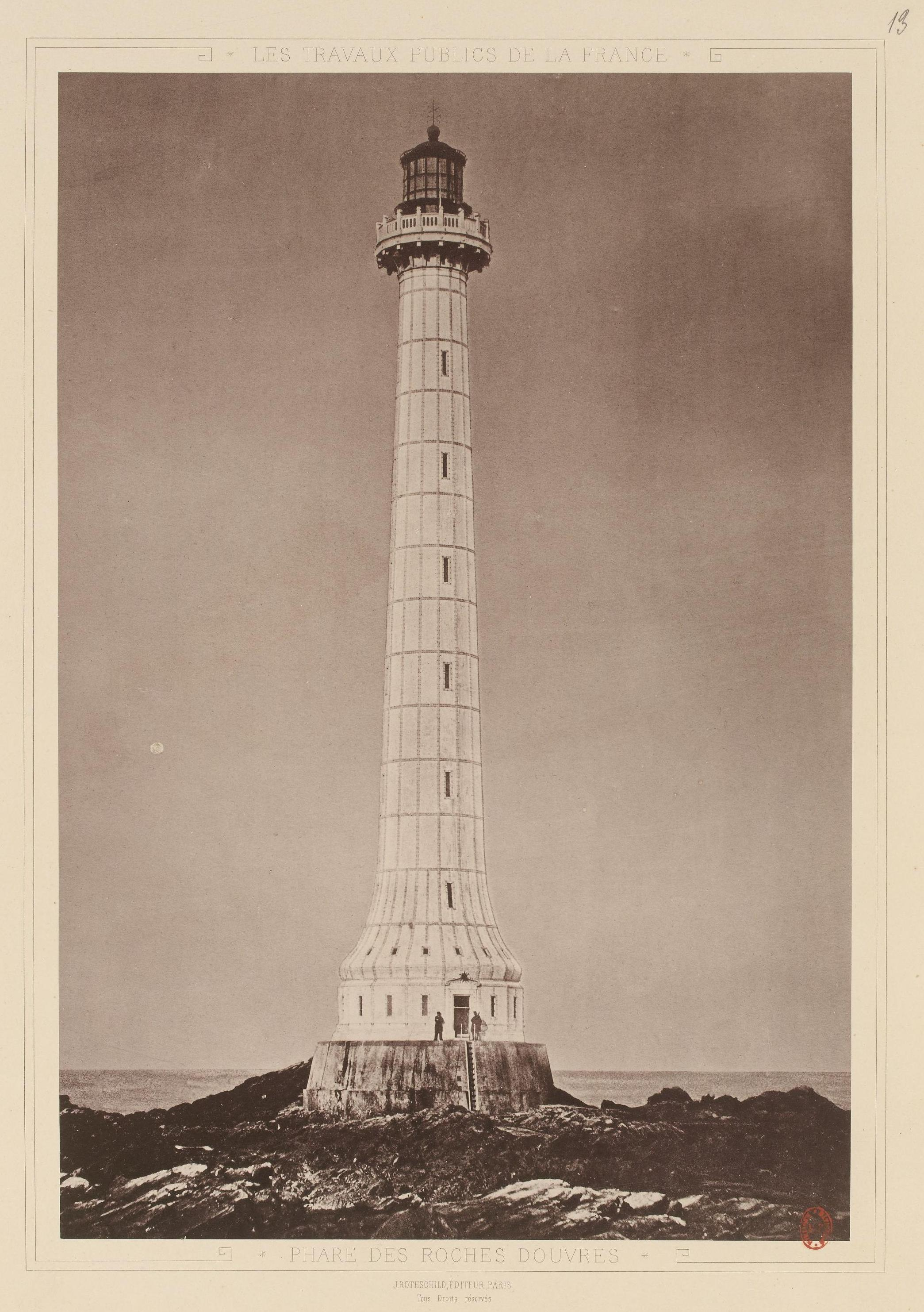
Premier phare 1869-1944. Image de 1883.

Du fait de sa structure, la vie au phare se révèlera très difficile. Constamment humide à cause de la condensation, trop souple et oscillant dangereusement sous la pression des vents, la tour métallique est de surcroît malsaine et bruyante pour les gardiens qui y sont affectés. Il y fait chaud en été, froid en hiver et les gardiens doivent supporter les vibrations de l’édifice, le manque d’isolation et d’aération. Esseulés à plus de trois heures de mer du continent, les gardiens n’ont comme compagnie que quelques oiseaux. Parfois, quand la météo le permet, les terre-neuvas viennent leur rendre visite avant de rejoindre Saint-Malo.

« Aux Roches-Douvres, personne

Les oiseaux de mer sont là chez eux.

Des Roches-Douvres, on ne voit rien.

Tel est l’isolement de ce rocher.

Tout autour l’immense tourment des flots.

La rafale, l’eau, la nuit, l’illimité, l’inhabité. »

— Victor Hugo, Les Travailleurs de la mer
En 1888, pour tenter d’améliorer les conditions de vie des gardiens, l’administration donne son accord pour la construction d’un pigeonnier dans l’une des hunes métalliques, afin de permettre aux gardiens de communiquer avec le continent. L'isolation est améliorée.
1869 : Le feu est scintillant à éclats blancs toutes les 4 secondes. Le combustible utilisé est de l’huile végétale remplacé en 1875 par de l’huile minérale et en 1899 par la vapeur de pétrole.
Le 1er septembre 1900, le torpilleur Bouët-Willaumez, mesurant 41 mètres de long et 8 mètres de large, ayant un équipage de 22 hommes, coula sur la Roche Gautier, près des Roches Douvres.
Le phare reste en service pendant 77 ans, jusqu’à sa destruction à l’été 1944 par les troupes allemandes.
A noter que le premier phare à un jumeau: le Phare Amédée sur l'île du même nom, au large de Nouméa.

## Le deuxième phare des Roches-Douvres
Après la Seconde Guerre mondiale, André Le Bras, ingénieur de Lézardrieux, est chargé de reconstruire les phares du secteur. Pour les Roches-Douvres, il projette « un important bâtiment en maçonnerie, dont la majesté devrait en faire l’un des plus importants parmi les phares du monde entier ». La construction métallique est abandonnée pour un bâtiment en granite rose. Il sera le dernier phare en mer construit sur les côtes françaises.

### Un chantier très difficile

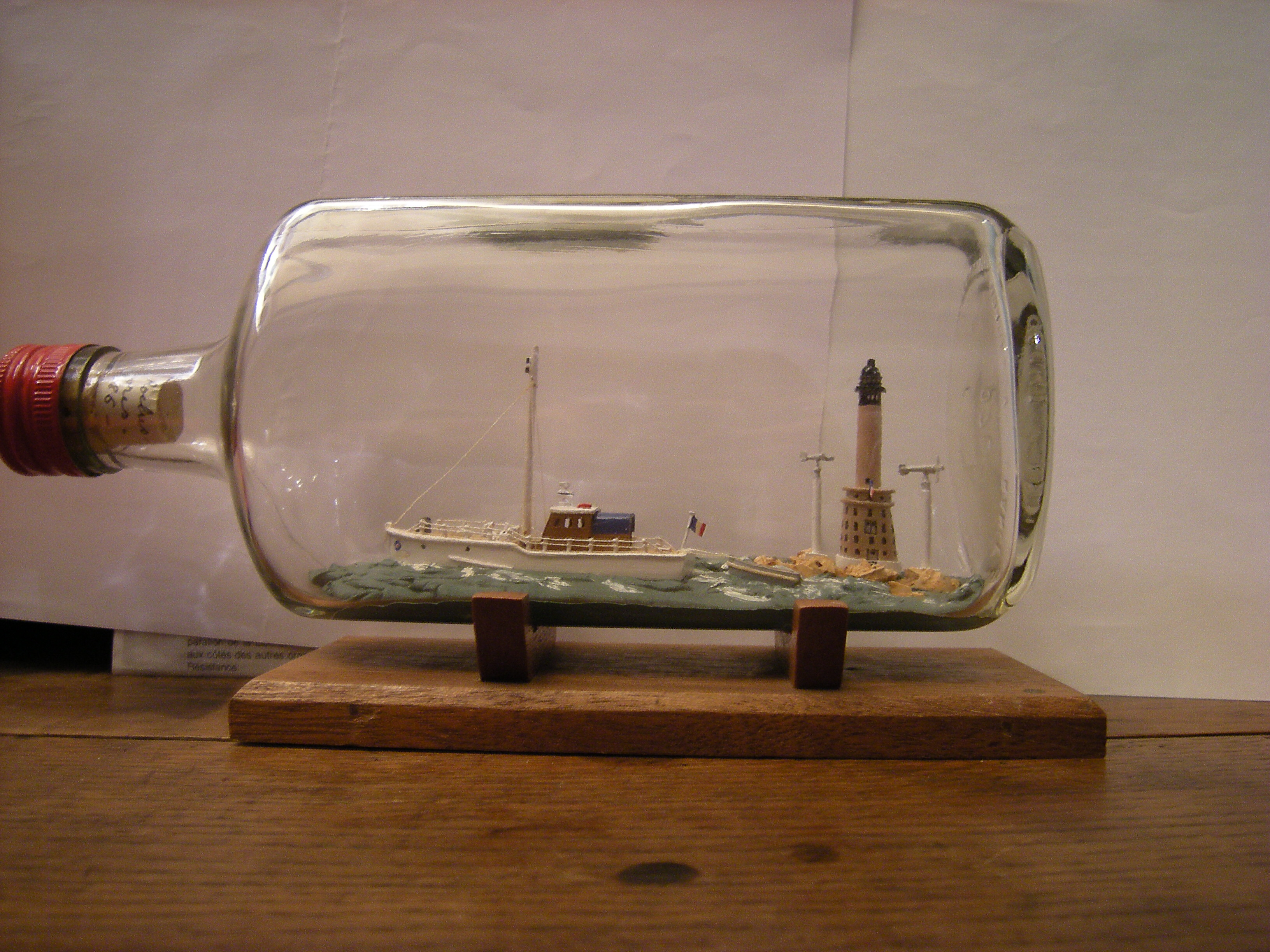
Le phare des Roches-Douvres, sa vedette de relèves, La Horaine, et ses éoliennes, mis en bouteille par son gardien François Jouas-Poutrel.

Les travaux débutent en 1947. D’abord assurés par une entreprise privée parisienne, ils sont repris en charge par le service des Ponts et Chaussées dès la deuxième année. « N’ayant obtenu aucun résultat appréciable au cours de l’année 1947, explique l’ingénieur Le Bras (qui dirige le chantier), et nous étant aperçus que cela nous coûterait trop cher, nous nous sommes faits nous-mêmes entrepreneurs ». Monsieur Lemarié, chef de chantier et Pierre Renault, chef des tailleurs de pierre, tentent de trouver des solutions pour simplifier les travaux. Deux cales de débarquement sont construites de part et d’autre du plateau rocheux pour permettre aux ouvriers de décharger sans encombre les matériaux. La construction de ces « bras de béton » nécessite l’intervention de scaphandriers. On utilise l’une ou l’autre des cales selon l’orientation du vent et de la houle.
L’éloignement du plateau rocheux et la décision d’utiliser du granite ne facilitent pas la reconstruction du phare. Ce chantier représente une prouesse pour les ingénieurs. Le granite est puisé dans un stock constitué par les Allemands, à Ploumanac'h. Les pierres sont taillées, puis numérotées sur le continent, avant d’être envoyées sur le chantier. Elles sont ensuite assemblées pour former l’un des phares les plus imposants de France. Par beau temps, il faut au moins trois heures pour se rendre aux Roches-Douvres. Si la mer est mauvaise, le temps de trajet peut facilement doubler. Pour la reconstruction du phare, il n’est donc pas question de transporter le personnel tous les jours, du continent aux Roches-Douvres : la cinquantaine d’ouvriers employée sur le chantier est logée à bord d’un navire de quarante deux mètres de long, baptisé le Titan. Plusieurs autres navires seront ensuite affectés au chantier. Chaque accostage est une opération périlleuse. Trois vedettes se perdront durant la durée du chantier. Dès que la mer devient mauvaise, les ouvriers cessent le travail, rangent ou amarrent solidement le matériel, puis se réfugient au plus vite dans les navires qui mouillent au large.
En 1950, le deuxième étage du bâtiment principal, dessiné par les architectes malouins Auffret et Hardion, est atteint et le personnel peut désormais se loger dans le phare. Il faudra attendre novembre 1951 pour que le bâtiment principal soit achevé. Avec ses cinq étages habitables et ses 75 fenêtres ornées de menuiseries en bois exotique, le phare des Roches-Douvres offre un cadre de vie agréable pour les gardiens qui ont connu l’austérité du phare métallique.
En décembre 1952, la tour est en phase d’achèvement. Deux types de granite sont utilisés pour constituer le fût qui culmine à plus de 60 mètres de haut. On alterne le granite rose avec un granite gris, originaire d’une carrière de Trégastel. Pour détacher la tour du ciel, les Phares et Balises décident que le haut du fût sera peint en vert. Mais l’ingénieur Le Bras se refuse à voir peindre le granite et décide donc de réaliser le haut du phare en béton.
Le 1er juillet 1954, l’achèvement du phare des Roches-Douvres, marque la fin de la période de reconstruction des 135 phares détruits pendant la Seconde Guerre mondiale. Pour saluer l’événement, les Phares et Balises n’allumeront le feu que dans la nuit du 13 au 14 juillet 1954. Les travaux auront duré sept ans, avec plus de 11 000 tonnes de matériaux acheminés et plusieurs centaines d’ouvriers ayant participé au chantier.
Le nouveau faisceau lumineux, produit par deux optiques d'une puissance de 70 watts chacune, a une portée de 24 milles. Le feu électrique est alimenté par deux groupes électrogènes ainsi que par des panneaux solaires. Les deux éoliennes installées en 1971 furent démontées, en 2006, à cause des conditions extrêmes auxquelles elles étaient exposées rendant leur maintenance par les agents des Phares et Balises de Lézardrieux extrêmement dangereuse et très coûteuse. L'installation de nouvelles éoliennes de type Superwind a été effectuée courant 2008. L'énergie est fournie également par 2 groupes électrogènes et des panneaux solaires.
Le phare des Roches-Douvres a été automatisé en octobre 2000.

## Compléments

### Iconographie

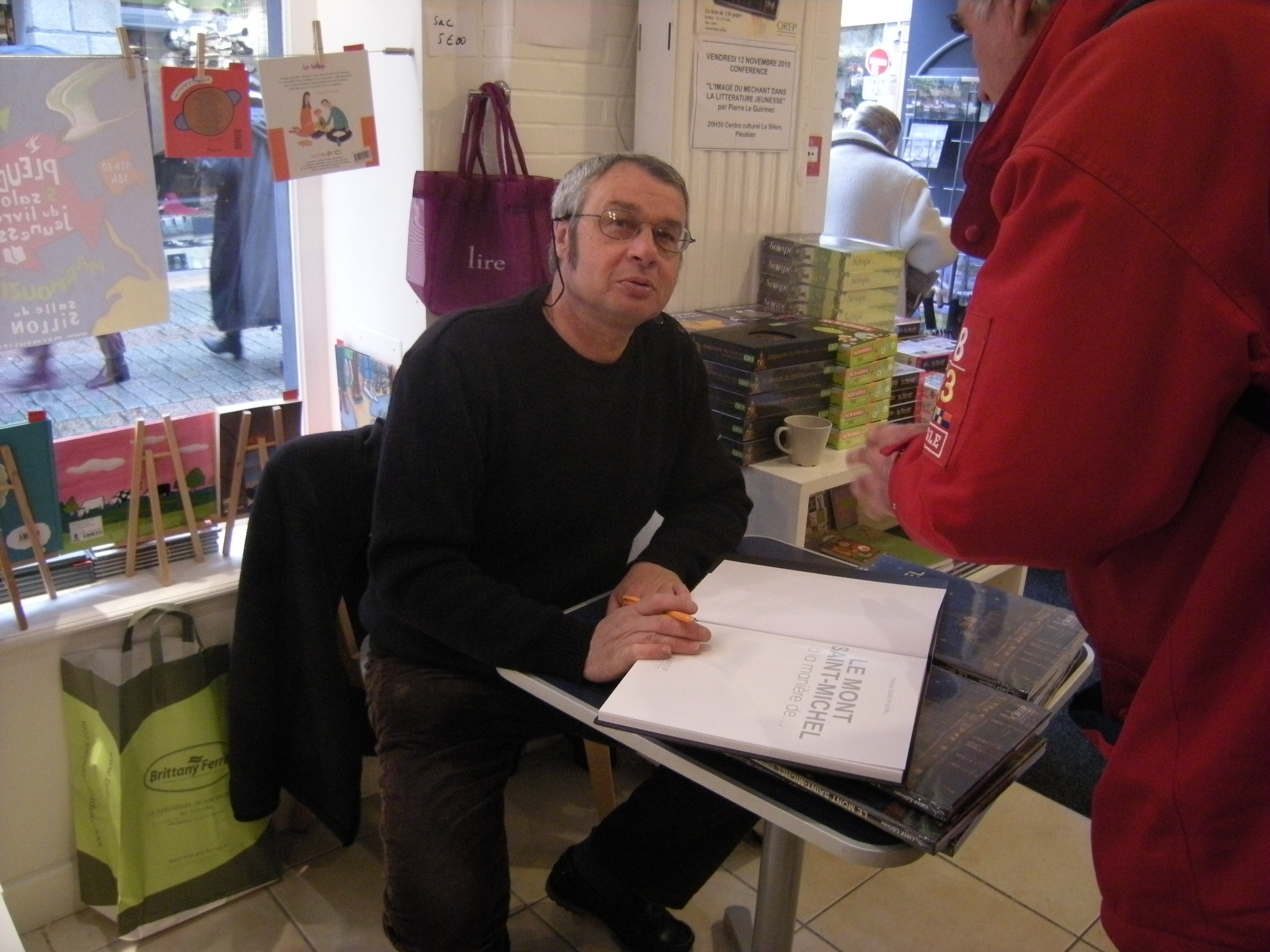
François Jouas-Poutrel dédicace son livre Le Mont Saint-Michel à la manière de... à Paimpol le 13 novembre 2010

François Jouas-Poutrel, gardien de phare et peintre, est resté vingt et un ans aux Roches-Douvres.
- Les Phares du gardien de phare de François Jouas Poutrel (Ed. Ouest-France, 2000) : le phare des Roches-Douvres peint à la manière de…

### Audiovisuel
- Loguivy de la mer, documentaire de 20 min réalisé par Pierre Gout en 1952. Avec une séquence sur la reconstruction du phare.

- La Reconstruction du phare des Roches-Douvres, reportage de 15 min réalisé M. Guezennec en 1952.

- Un navire de granit, documentaire de 52 min réalisé par Thierry Marchadier et produit par 1+1 Production en 2001. Sur la construction des deux phares et sur la vie au phare des derniers gardiens, dont François Jouas-Poutrel qui a peint le phare des Roches-Douvres à la manière de…

### Radio
- Les Roches-Douvres : histoire du phare costarmoricain, documentaire sonore réalisé par Yann Paranthoën en 1997 pour France Culture, édité par ouïe-dire.